# Tílburi
Tílburi é um carro de duas rodas e dois assentos (tibureiro e passageiro), sem boleia, com capota, e tirado por um só animal.
Foi inventado por Gregor Tilbury, na Inglaterra, em 1818, e trazido ao Rio de Janeiro como transporte coletivo, através da França, em 1830.